# Simaorrú-szabadfarkúak

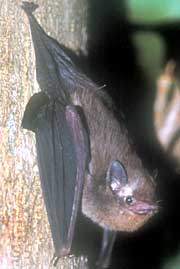
Emballonura semicaudata

A simaorrú-szabadfarkúak (Emballonuridae), az emlősök (Mammalia) osztályába a denevérek (Chiroptera) rendjébe, a kis denevérek (Microchiroptera) alrendjébe tartozó  család.

## Rendszerezés
A családba az alábbi nemek és fajok tartoznak:
- Balantiopteryx (Peters, 1867) – 3 faj
  - Balantiopteryx infusca
  - Balantiopteryx io
  - Balantiopteryx plicata

- Centronycteris (Gray, 1838)- 1 faj
  - Centronycteris maximiliani

- Coleura (Peters, 1867) – 2 faj
  - Coleura afra
  - Coleura seychellensis

- Cormura (Peters, 1867) – 1 faj
  - Cormura brevirostris

- Cyttarops (Thomas, 1913) – 1 faj
  - Cyttarops alecto

- Diclidurus (Wied-Neuwied, 1820) – 4 faj
  - fehér szabadfarkú-denevér (Diclidurus albus)
  - Diclidurus ingens
  - Diclidurus isabellus
  - Diclidurus scutatus

- Emballonura (Temminck, 1838) – 8 faj
  - Emballonura alecto
  - Emballonura atrata
  - Emballonura beccarii
  - Emballonura dianae
  - Emballonura furax
  - kis szabadfarkú-denevér (Emballonura monticola)
  - Emballonura raffrayana
  - Emballonura semicaudata

- Mosia (Gray, 1843) – 1 faj
  - Mosia nigrescens

- Peropteryx (Peters, 1867) – 3 faj
  - Peropteryx kappleri
  - Peropteryx leucoptera
  - Peropteryx macrotis

- Rhynchonycteris (Peters, 1867)- 1 faj
  - ormányos szabadfarkú-denevér (Rhynchonycteris naso)

- Saccolaimus (Temminck, 1838) -5 faj
  - Saccolaimus flaviventris
  - Saccolaimus mixtus
  - Saccolaimus peli
  - Saccolaimus pluto
  - Saccolaimus saccolaimus

- Saccopteryx (Illiger, 1811) – 4 faj
  - kétcsíkos szabadfarkú-denevér (Saccopteryx bilineata)
  - Saccopteryx canescens
  - Saccopteryx gymnura
  - Saccopteryx leptura

- Taphozous (E. Geoffroy, 1818) – 13 faj, sírlakódenevérek
  - Taphozous australis
  - hegyesorrú sírlakódenevér (Taphozous georgianus)
  - Taphozous hamiltoni
  - Taphozous hildegardeae
  - Taphozous hilli
  - Taphozous kapalgensis
  - Taphozous longimanus
  - mauritiusi kriptadenevér (Taphozous mauritianus)
  - szakállas sírlakódenevér (Taphozous melanopogon)
  - csupaszhasú sírlakódenevér (Taphozous nudiventris)
  - Taphozous perforatus
  - Taphozous philippinensis
  - Taphozous theobaldi

## Külső hivatkozás
- Képek az interneten a simaorrú-szabadfarkúakről